# Криволожка
Криволожка — деревня в Урицком районе Орловской области России.
Входит в состав Городищенского сельского поселения.

## География
Ближайшие населённые пункты — Новая Слобода и Челищевский.Рядом с деревней расположен пруд Людское.
Имеется одна улица — Людская.

## Население
| 2010 |
| ---- |
| 22   |